# 野間圭介
野間 圭介（のま けいすけ）は、日本の経営工学者。龍谷大学大学院経営学研究科元研究科長および経営学部元学部長・教授。工学修士（大阪工業大学）。日本情報経営学会関西支部第17期支部長。滋賀銀行しがぎんニュービジネスサポート2016資金産学官金テクニカルアドバイザリーボード。
専門は、経営工学・経営情報学（ファジィシステム理論含む）、経営学・技術経営（知的財産含む）・経営意思決定 、社会システム工学。

## 略歴
1976年大阪工業大学工学部工業経営学科（のちの経営工学科、現：情報科学部データサイエンス学科）卒業。1982年大阪府立大学（現：大阪公立大学）大学院工学研究科経営工学専攻博士課程単位取得満期退学。大阪府立産業能率研究所研究員などを経て、1991年龍谷大学経営学部助教授。1998年同学部教授。2013年同経営学部長。2015年龍谷大学エクステンションセンター(REC)センター長兼知的財産センター長。2018年同大学大学院経営学研究科長を経て、2022年同大学定年退職。
龍谷大学経営学部で30年以上の長きに渡り教鞭を執り、経営学研究科長および経営学部長も務め、経営情報学の研究・育成に貢献した。また、龍谷大学評議員、龍谷大学生活協同組合理事長も歴任した。
主な所属学会は、日本経営工学会、日本情報経営学会。

## 主な著書
- 経営情報処理概論（共著、同文舘2003、学術書）
- Excelによる経営データの分析と活用（共著、同文舘2003、学術書）
- 情報化と地域商業（分担執筆、千倉書房1997、学術書）
- 現代日本企業の情報と会計（分担執筆、文眞堂1996、学術書）
- アンケートデータ解析プログラミング - 経営意思決定のモデル（共著、日刊工業新聞社1990、学術書）
- 中小企業のためのOAマニュアル（共著、大阪府立産業能率研究所1984、学術書）

## 主な研究
- 経営学部における初期情報教育への試みと検証 - 6年間の比較分析からの考察[5]
- 企業における経営情報システムの活用
- スーパーマーケットにおける商圏の変化と役割 〜 イズミヤ伏見店における来店客調査
- ファジィ確率を用いる欠陥関連樹木法について[6]
- 数値制御データ管理システム「タスケ」の提案
- ファクシミリ - 文字認識による受発注オンラインシステムの機能拡張